# Site historique de Mormant
Le site historique de Mormant (également orthographié Morment) est une ancienne commanderie située au lieu-dit du même nom, entre les communes françaises de Richebourg et de Leffonds, dans l'actuel département de la Haute-Marne.

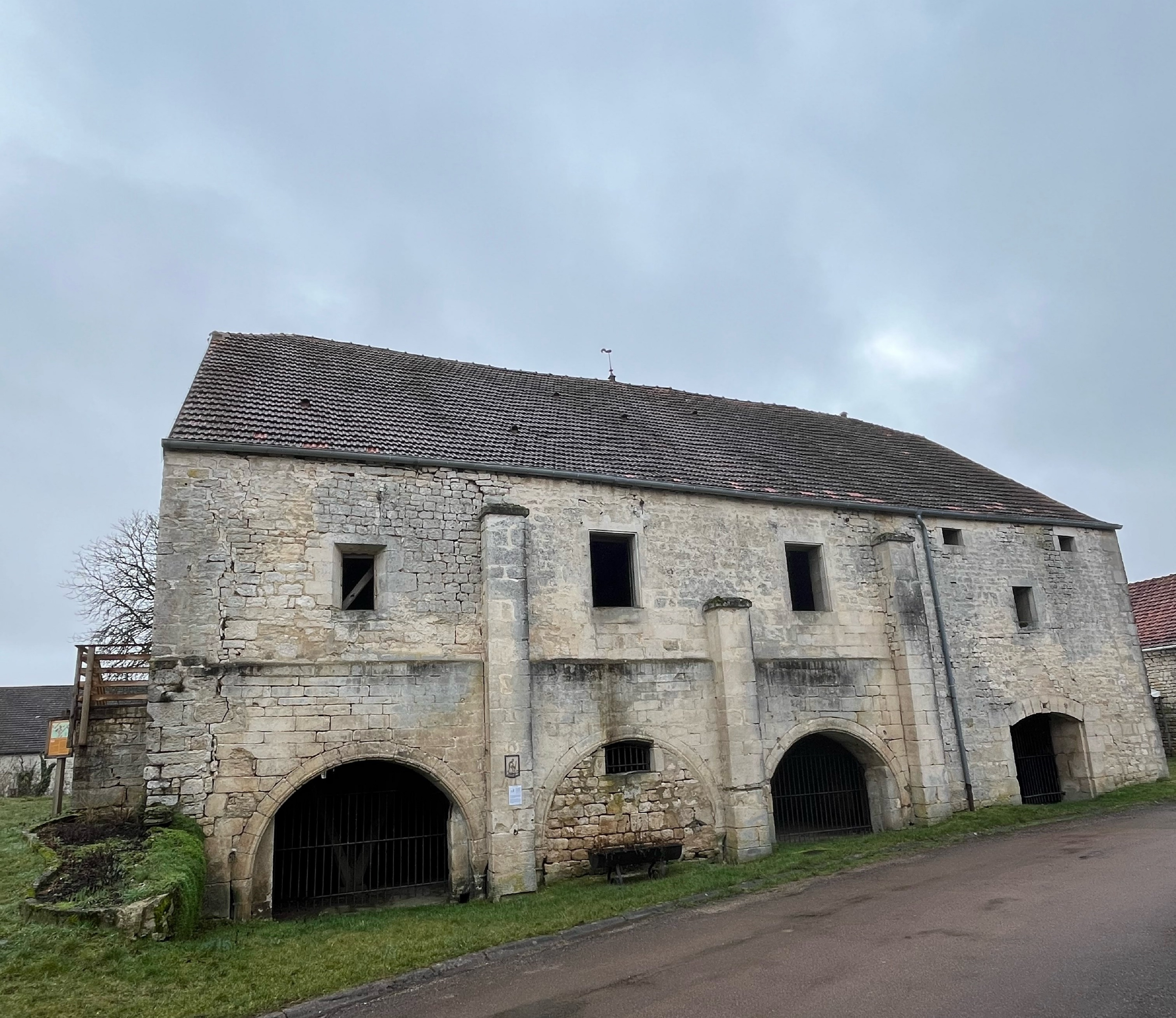
Site historique de Mormant

Plus qu'une commanderie, Mormant se place dans la lignée des hôpitaux-hôtellerie de chemin que comptait la France du Moyen Âge.
L'origine étymologique probable du terme « Mormant » viendrait du latin mollimentum, adoucissement, soulagement.
Bien qu'isolé sur le grand plateau calcaire aride du centre haut-marnais, ce site est très ancien.
Placé en effet le long d'une route très fréquentée depuis l'antiquité, Mormant a, au cours des âges, toujours eu vocation de maison hospitalière, servant de relais pour les voyageurs.
Le site historique de Mormant, dont les premières mentions remontent au début du XIIe siècle, a connu bien des vicissitudes au cours de son existence. Gérées par les moines augustins pendant presque un siècle, elle passera brièvement entre les mains des Templiers puis à celles des Hospitaliers.
Transformé en centre agricole de rapport par ces derniers, le site tombe peu à peu en ruine à l'époque de la Renaissance. Comme bien national, il sera enfin vendu en plusieurs lots sous la Révolution française.
Malgré cette histoire complexe et le peu de bâtiments encore existants, le site historique de Mormant reste un des sites majeurs des hôpitaux de chemin en France.

## Un site, le long d'un chemin riche en histoire: de la Via Agrippa à la Via Francigena
Le site historique de Mormant est longé, dès l'époque gallo-romaine par un des axes antiques majeurs du nord de la France, la voie romaine Milan – Lyon – Boulogne-sur-Mer, appelée Via Agrippa.
Cette via publica, voie publique ou prétorienne, attribuée à Agrippa, gendre de l'empereur romain Auguste, aurait été mise en chantier vers 40 à 37 av. J.-C.
Elle passe par Besançon, Langres et Reims et figure sur la célèbre Table de Peutinger, copie moyenâgeuse des itinéraires romains. Pour faciliter les déplacements des voyageurs, de l'administration et du service des postes, l'administration romaine mit en place sur ces grands axes des relais permettant l'accueil et le gite : les mutationes (tous les 10 à 15 km) et les mansiones (tous les 3 mutationes).
Bien qu'aucune découverte ne l'atteste, le site historique de Mormant tient peut-être son origine dans une de ces haltes, tombées en ruine à l'époque des grandes invasions. Une grande majorité de ces bâtiments n'a pas survécu au temps, victime du vandalisme mais surtout de la désaffection par les voyageurs de routes devenues fortement dégradées et dangereuses à cause du brigandage incessant.
Mais, à l'époque carolingienne, le retour à un calme relatif contribuant à un essor des échanges va voir à nouveau les gens voyager.
L'Église va alors, par l'intermédiaire de ses monastères, s'approprier ces chemins et transformer en grande partie les infrastructures restantes en « hôpital-hôtel » afin de pourvoir au bien-être de ces nouveaux voyageurs, les pèlerins.
Vignerius cite ainsi dans ses Chroniques Lingones « quelques-unes des stations érigées par les empereurs sur les levées romaines pour abriter les légions prétoriennes avaient été converties en hôtellerie pour les pacifiques pèlerins du christianisme ». La vieille voie romaine qui longe le site de Mormant devient alors le chemin emprunté par l'un des trois grands pèlerinages catholiques d'alors : le Pèlerinage de Rome, sur le Tombeau de Saint Pierre.
Cette route, c'est la Via Francigena. Elle s'appelle également le chemin de Rome ou cheminum Romered, le chemin romeret emprunté par les romets.
En 990, Sigéric le Sérieux, archevêque de Cantorbéry, de retour de Rome où il a reçu le palium du pape, décrit avec détail dans un manuscrit cet itinéraire de 1 700 km qui le ramène en Angleterre. Mormant se situera alors entre l'étape qu'il fera à Humes, près de Langres et celle de Blessonville, à l'époque grosse bourgade, à 12 km du site.

## La création de l'hôpital de chemin: Hubert de Broyes et les chanoines
À l'époque des premières croisades, entre 1095 et 1099, Hugues (Herbert) II Bardoul de Broyes-Chateauvillain gratifie de nombreuses donations cet hôpital-église de chemin destiné à recevoir les pèlerins et à secourir les pauvres : il devient la Maison-Dieu Sainte Marie de Mormant, en 1121.
Il est placé sous le contrôle spirituel de l'évêque de Langres Hugues de Montréal et confié à une communauté de chanoines observant la règle de Saint Augustin.
Il est constitué à l'origine d'un long bâtiment, l'hôpital réfectoire. Il servira provisoirement d'hôpital pour les malades et d'hôtellerie pour les pèlerins, en attendant la construction, vers le milieu du XIIe siècle de la Maison Dieu qui abritera sous le même toit la chapelle Saint-Nicolas et la salle des malades (« sous le même toit étaient placés le Christ et ses membres souffrants, les pauvres »), avec un cimetière attenant.
À la fin du XIIe siècle existait un logement des convers indépendant, en dehors de l'enclos monastique. Un domaine agricole permet alors de subvenir aux besoins en nourriture des chanoines, des frères et sœurs convers, des malades et des hôtes de passage.
Des difficultés surviennent assez rapidement et conduisent l'évêque de Langres Hugues de Montréal, avec l'autorisation du Pape Honorius III à donner à Guérin, maître des Hospitaliers de l'ordre de Saint-Jean de Jérusalem la relève de la gestion du site en 1225, sous le mandement du comte de Champagne Thibaud IV. L'accord prévoyait la promesse de continuer à exercer l'hospitalité et à respecter les droits de l'église de Langres.
Les Hospitaliers n'ayant pas tenu cette promesse, le Chapitre de Langres et le maître de Mormant entrent en conflit. Ce dernier porte l'affaire en cours de Rome. Le Pape Grégoire IX est obligé d'annuler cette cession en 1227.
L'hôpital de Mormant reprend sa règle antérieure. En 1263, le Pape champenois Urbain IV demande une réforme et le maître devient abbé.
Malgré ces volontés de changement et ces tentatives de réforme, l'échec du fonctionnement pousse le pape Boniface VIII, le 7 avril 1300, dans une lettre envoyée du palais du Latran à confier les destinées de Mormant à l'ordre des Templiers. Leur mission est de « restaurer la maison de Morment, ruinée par la négligence et l’incurie de ses abbés et chanoines, ruinée tant au spirituel qu'au temporel ».

## Les Templiers
La commanderie était gérée par un précepteur, le frère chapelain assurant quant à lui le service divin dans les chapelles, participant à la réception de nouveaux frères et les guidant spirituellement.
En octobre 1307, sur ordre du roi Philippe IV le Bel, les Templiers sont arrêtés et leur procès commencera deux ans plus tard. Un des précepteurs de Mormant, Laurent de Beaune, sera ainsi jugé et subira le supplice du feu aux côtés du grand maître de l'ordre, Jacques de Molay, le 18 mars 1314.
Entretemps, le 2 mai 1312, au regard de la bulle Ad Providam, le pape Clément V ordonne le transfert des biens et terres de l'ordre du Temple aux Hospitaliers de l'ordre de Saint-Jean de Jérusalem.

## Les Hospitaliers
À la chute de l'ordre du Temple, les Hospitaliers de l'ordre de Saint-Jean de Jérusalem prennent possession du site de Mormant et y établissent leurs religieux. Ils la conserveront jusqu'à la Révolution française.
Pendant la guerre de Cent Ans (1337 – 1453), le site, isolé et mal protégé est abandonné par ses occupants pour le site plus sécurisé de l'actuel Leffonds-le-Haut sur lequel ils avaient bâti une forteresse.
Ils assurent le service religieux de Leffonds et Mormant mais abandonnent leurs fonctions premières, l'accueil et le soin des pauvres et des pèlerins, moins nombreux en ces périodes incertaines.
À la fin du XVe siècle, avec la fin des troubles, les Hospitaliers réinvestissent le site, complètement ruiné. Ils donnent une autre orientation au site en y créant un domaine foncier de rapport dont l'objectif est de pourvoir au financement de l'ordre des Hospitaliers.
Une maison abbatiale est érigée entre l'hôtellerie–réfectoire et la Maison-Dieu. Bâtisse à étage sur deux caves, flanquée d'une tour carrée et défendue par des bouches à feu, c'est une véritable maison forte qui communique avec l'étage de la Maison-Dieu, avec ses cellules et autres pièces.
Au début du XVIe siècle, une vaste église est également reconstruite par le nouveau commandeur Pierre de Bosredon, l'église Sainte-Marie avec deux chapelles (Saint-Marcoul et Saint-Antoine). L'ancienne Maison-Dieu est alors reconvertie en cellier.
La première étape du démantèlement du site de Mormant intervient entre 1772 et 1775, quand les Hospitaliers décident de diviser les biens entre les commanderies de Beauchemin et Bonnevaux. Le mauvais entretien de l'église entrainera, lors de ce démembrement, la disparition de sa nef. Il ne restera plus que le chœur qui sera lui aussi détruit ultérieurement.

## La Révolution française
Sous la Révolution française, l'abbaye et ses biens sont confisqués pour être loués ou vendus comme bien nationaux. La Maison forte, symbole de la puissance des Hospitaliers, sera détruite au début du XIXe siècle. La Maison Dieu de Mormant se transforme alors en exploitation agricole privée, ce qu'elle est encore aujourd'hui.

## Le site historique de Mormant aujourd'hui

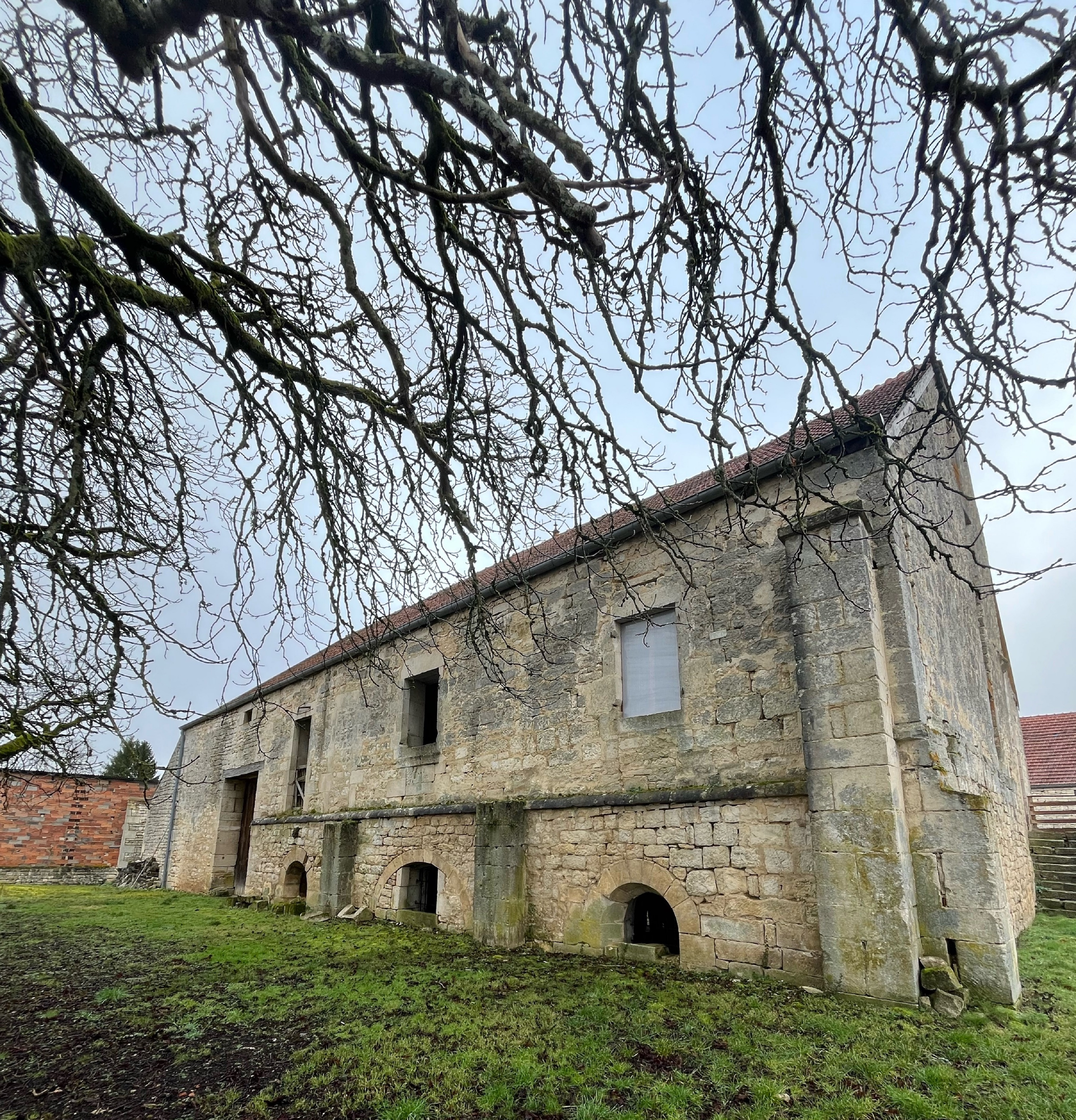
Site historique de Mormant aujourd'hui.

En 1982, une association a été créée : L'association « L'Abbaye de Mormant revivra ».
Son objectif est d'accompagner la commune de Leffonds, propriétaire de la Maison-Dieu, dans la restauration de l'édifice, mais aussi de mieux faire connaître et de valoriser le site de Mormant. Elle s'attache également à organiser des fêtes culturelles, des visites guidées ou des découvertes pédagogiques pour les scolaires, à présenter des expositions et à publier des revues et brochures.
Elle est à l'origine de la création d'un sentier de découverte du site qui amène le promeneur sur les points importants de la Maison-Dieu. Fléchage et bornes thématiques lui permettent de mieux appréhender l'importance historique du lieu. Ainsi, de nos jours, les visiteurs peuvent voir sur le site de l'abbaye :
- Le bâtiment de la Maison-Dieu, appelée parfois à tort « grange dîmière ». Elle est remblayée sur environ 1,80 mètre et est composée de quatre travées. Les trois travées primitives sont voutées sur croisée d'ogives sculptées de 3 tores retombants sur des chapiteaux à la corbeille sculptées de symboles végétaux et géométriques. La dernière est voutée d'ogive, sa clef étant historiée aux armes de l'Ordre des Hospitaliers.

Au premier étage du bâtiment, on trouve des cellules et un dortoir. Dans l'une de ces cellules, on trouve sur l'un des murs une fresque datée de la fin du XVIe siècle et représentant une Vierge de Piété.
- Le bâtiment de l'hôtellerie-hôpital, constitués de deux longues nefs voutées en berceaux cintrés reposant sur 21 colonnes. Les arcades, formées d'un seul rouleau en pierre de taille, déterminaient les espaces pour les malades. Sa face nord est éclairée par cinq fenêtres et compte trois portes.
- Le caveau du commandeur, originellement creusé sous l'église, à l'est de la Maison-Dieu. Il présente quelques fragments du cénotaphe, débarrassé de ses ornements.
- Les ruines de la maison forte.
- Les ruines de l'enceinte, avec quelques pans assez bien conservés, avec porte et bouche à feu.

Le site est classé :
Le bâtiment de la Maison-Dieu fait l’objet d’un classement au titre des monuments historiques depuis le 21 juillet 1989.
Il est la propriété de la commune de Leffonds.
L'ancien hôtellerie-hôpital, les vestiges du mur d'enceinte et le caveau du commandeur de Bosredon sont inscrits en totalité à l'Inventaire supplémentaire des Monuments historiques par arrêté du 21 juillet 1989. Ils sont propriété privée.

## Galerie de photographies de l'abbaye de Mormant

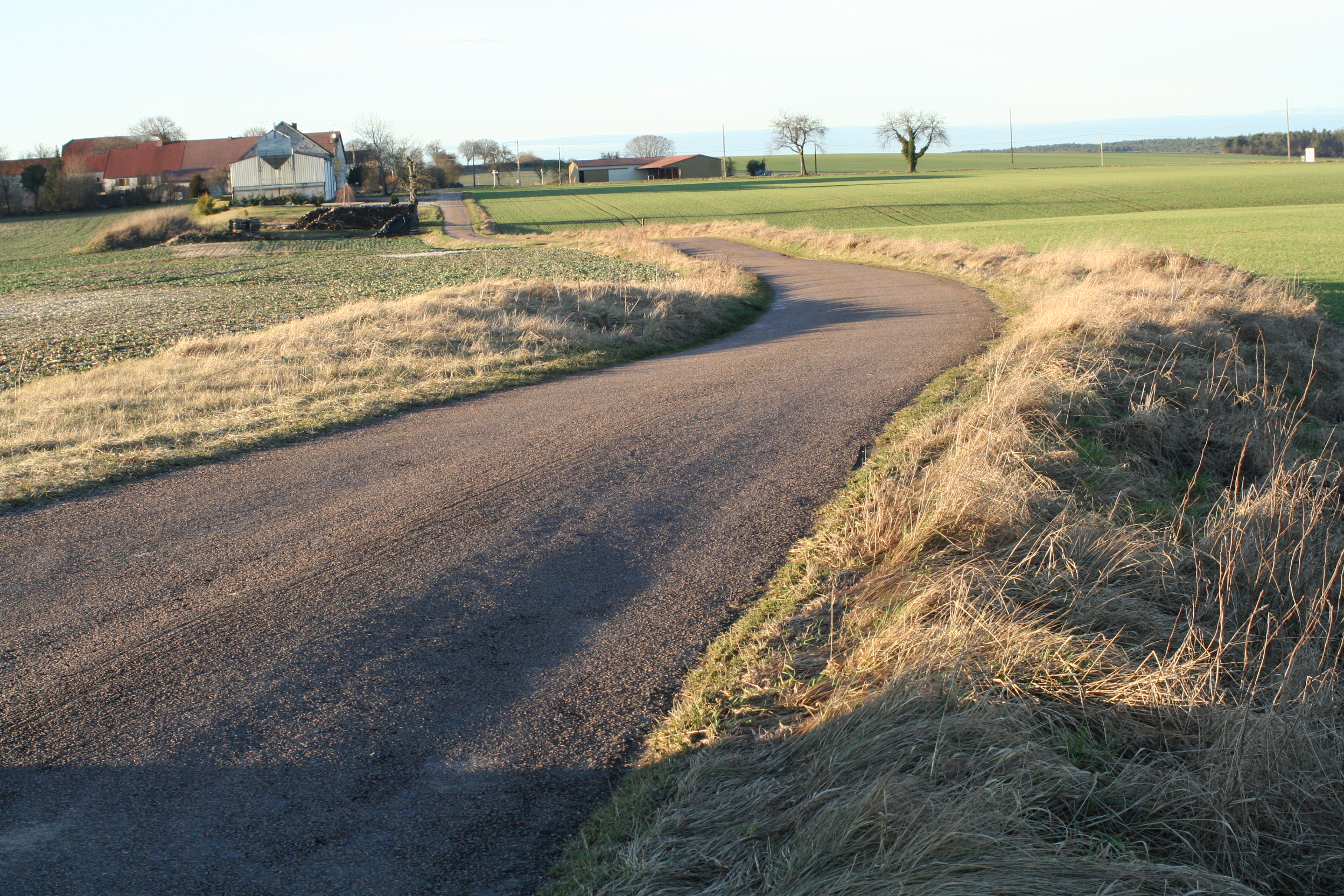
Sur la voie antique venant de Langres, l'arrivée sur le site de Mormant.
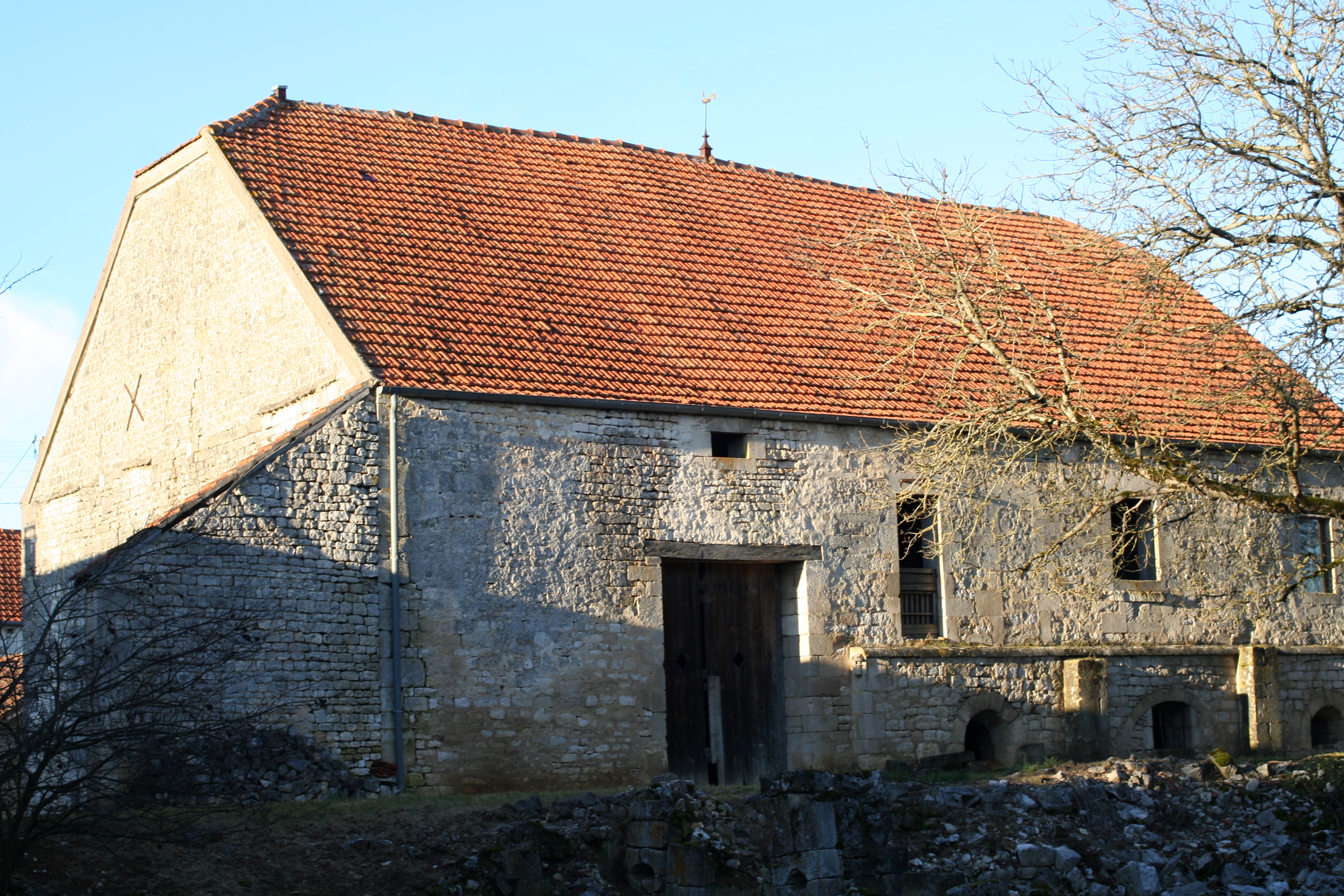
La Maison Dieu.
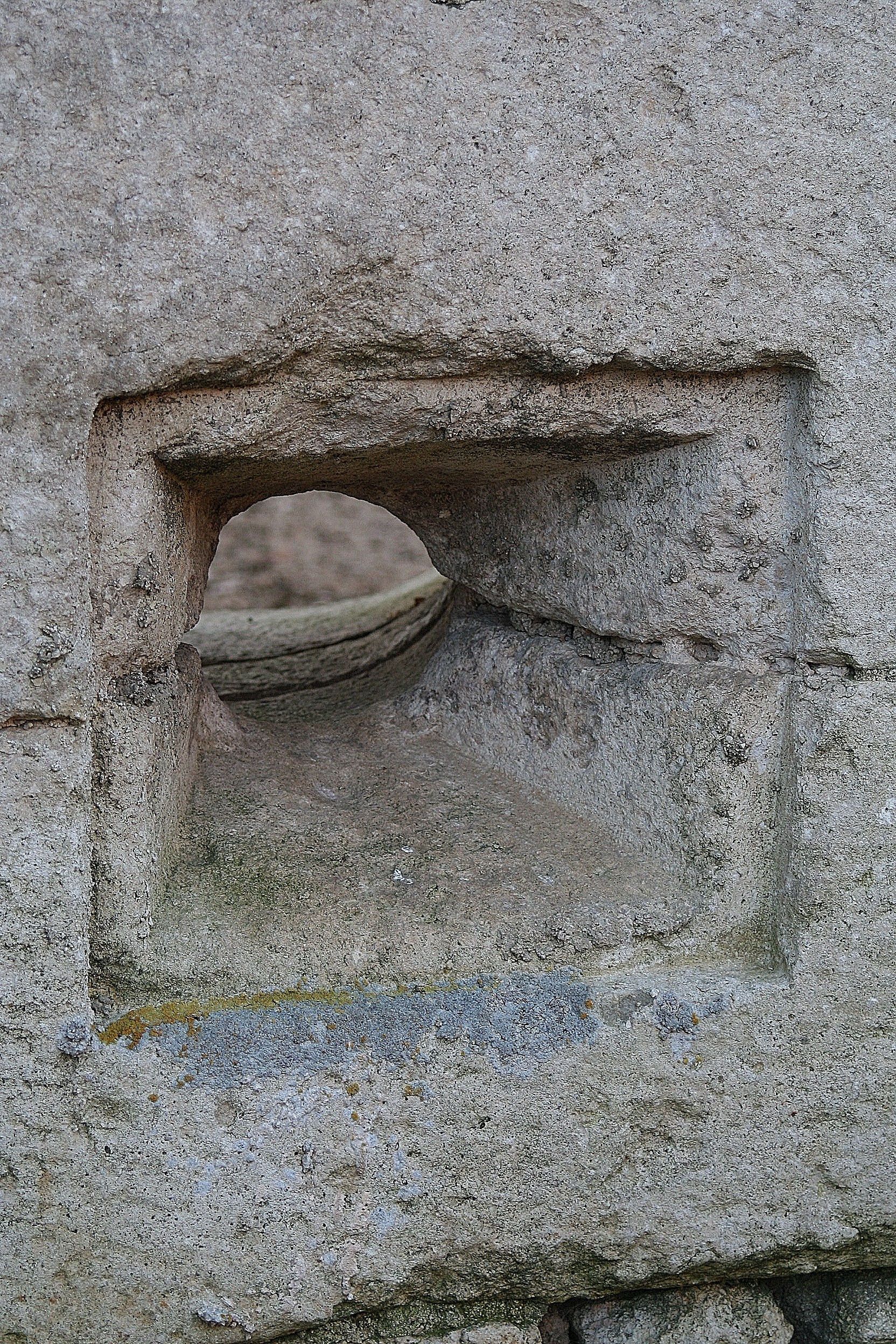
Bouche à feu dans le mur d'enceinte (fin du XVe siècle).
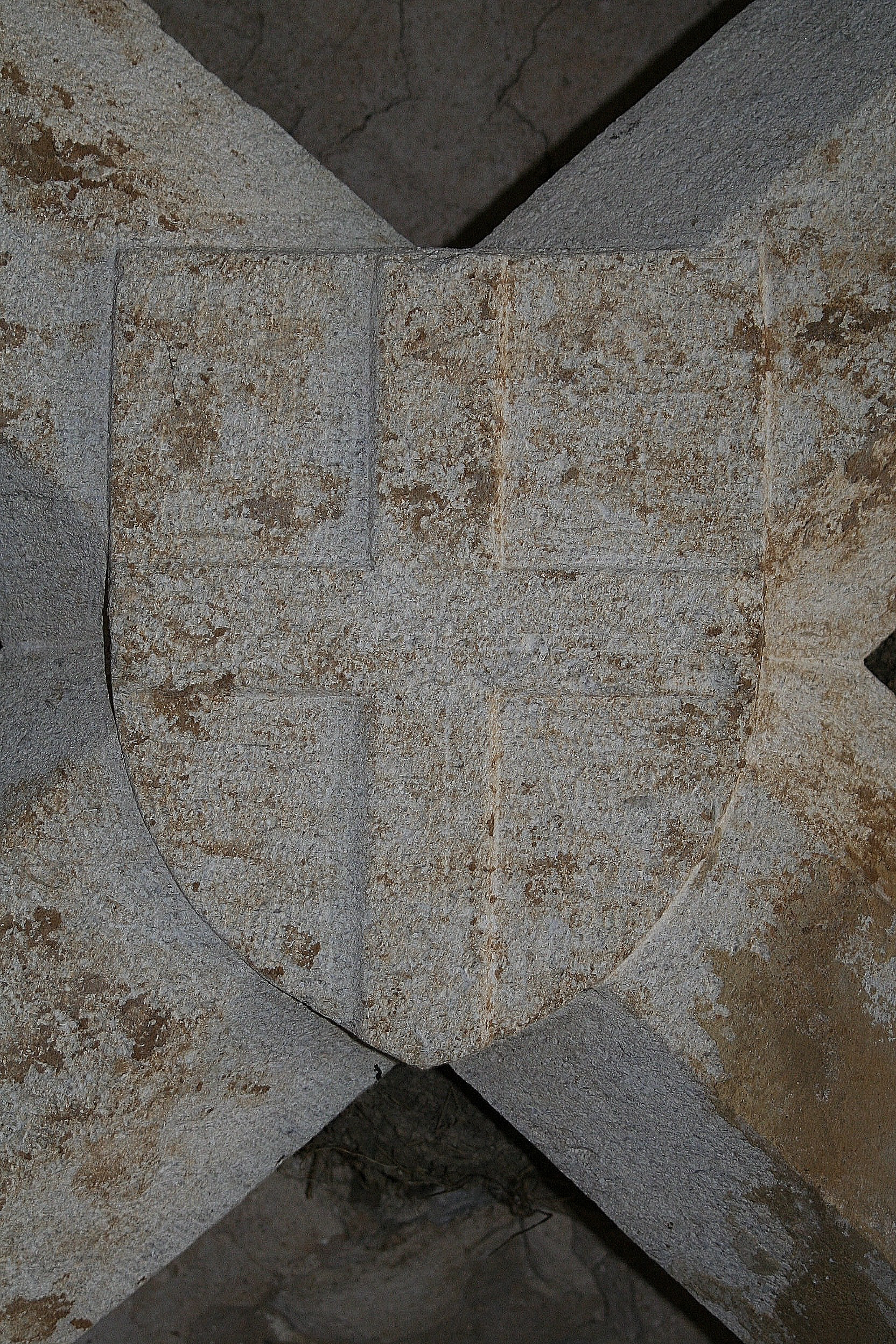
Clef de voûte de la Maison-Dieu aux armes des hospitaliers.
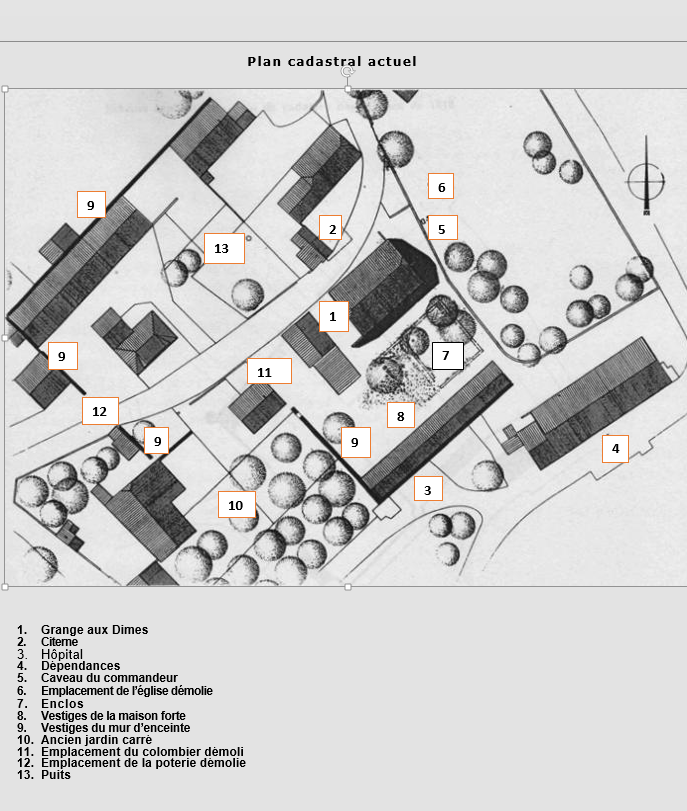
Plan cadastral